# 名古屋高速3号大高線
名古屋高速3号大高線（なごやこうそく3ごうおおだかせん）は、愛知県名古屋市中区の鶴舞南JCTから、愛知県名古屋市緑区の名古屋南JCTへ至る名古屋高速道路の路線である。道路法上は、名古屋市道高速2号（北区大我麻町 - 緑区大高町）の一部である。

## 概要

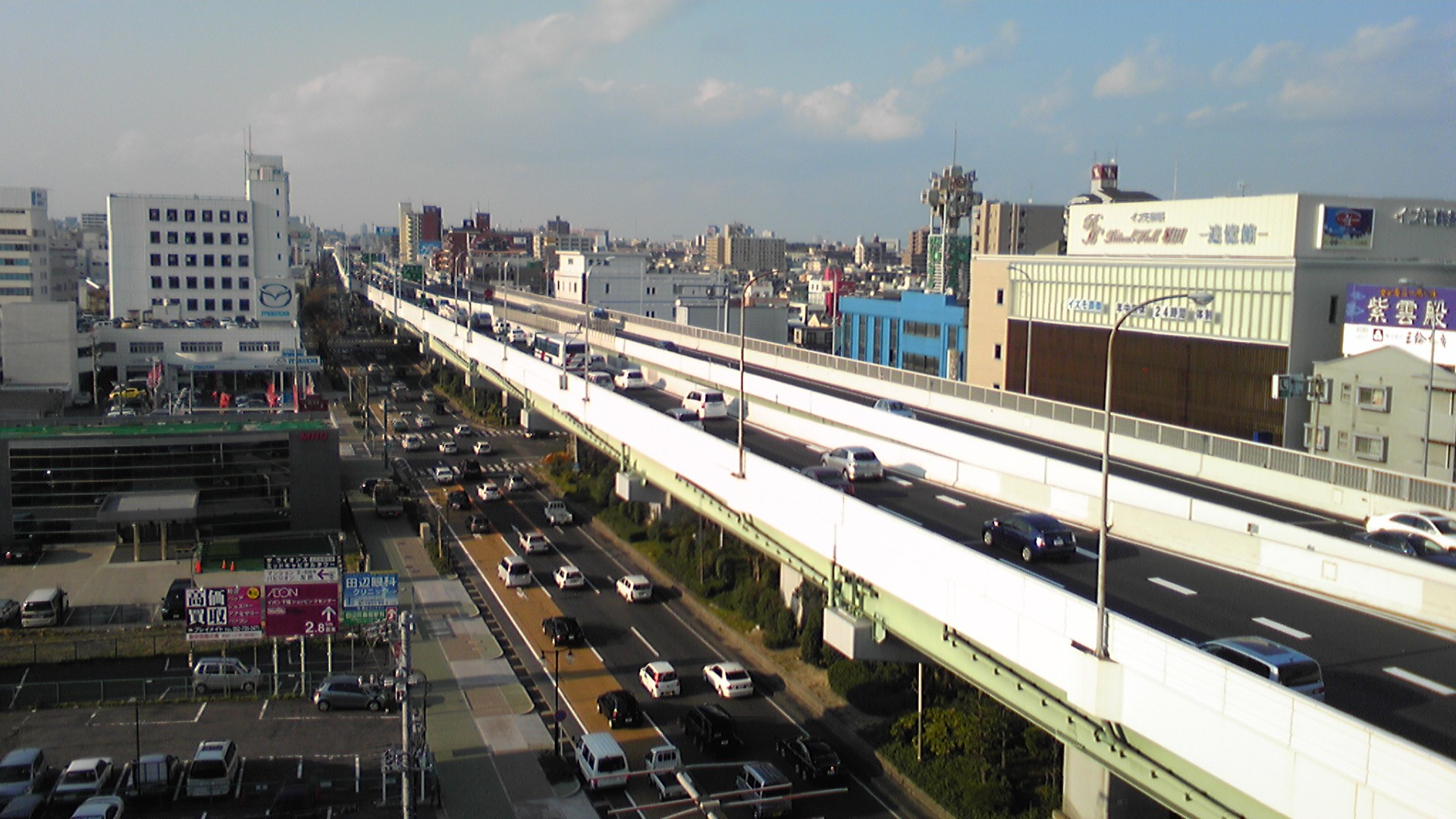
大高線堀田入口付近

名古屋市の中心部と市内南部地域を連絡する南北方向の路線である。南端の緑区大高町にて国道23号（岡崎方面）と知多半島道路（中部国際空港、半田方面）および名古屋南JCTにて伊勢湾岸自動車道、名古屋第二環状自動車道（名二環）と接続する。このことから、市内南部と中心部の連絡に限らず、中部国際空港および関東、静岡方面から名古屋市内への流出入路線としての役割も併せ持っている。
名古屋高速において最初に供用された路線である。各路線の建設優先順位を決めるにあたって、その交通集中の具合から1号楠線と並んで最も急を要する路線として最上位に位置付けられた。路線は大半が高架1層式で、概ね直線状であるが、星崎料金所の前後区間にて半径300 m程度のカーブが存在し、この区域のみ下り線が上層で建設されたダブルデッキ構造である。また、星崎料金所以南は天白川に架かる橋梁が上下線分離となるほか、大高区間で再度上下線が分離することが特徴となっている。大高線は大半を幹線道路の上に建設され、起点の鶴舞南JCTから星崎料金所手前までは名古屋市道堀田高岳線（空港線）と国道1号の上を通り、南区石元町にて右へカーブして愛知県道36号諸輪名古屋線と並走、丹後通交差点の上で左へカーブし、その後は終点の名古屋南JCTまで国道23号の上を通る。この内、国道1号から国道23号にバイパスする区間では既設道路上を通さず、用地買収区間を通過する。

### 路線データ
- 起点 : 愛知県名古屋市昭和区御器所一丁目[5]
- 終点 : 愛知県名古屋市緑区大高町[5]
- 距離 : 12.1 km[2]
- 出入口 : 11箇所（入口:6箇所・出口:5箇所）
- 分岐 : 3箇所
- 車線 : 4車線

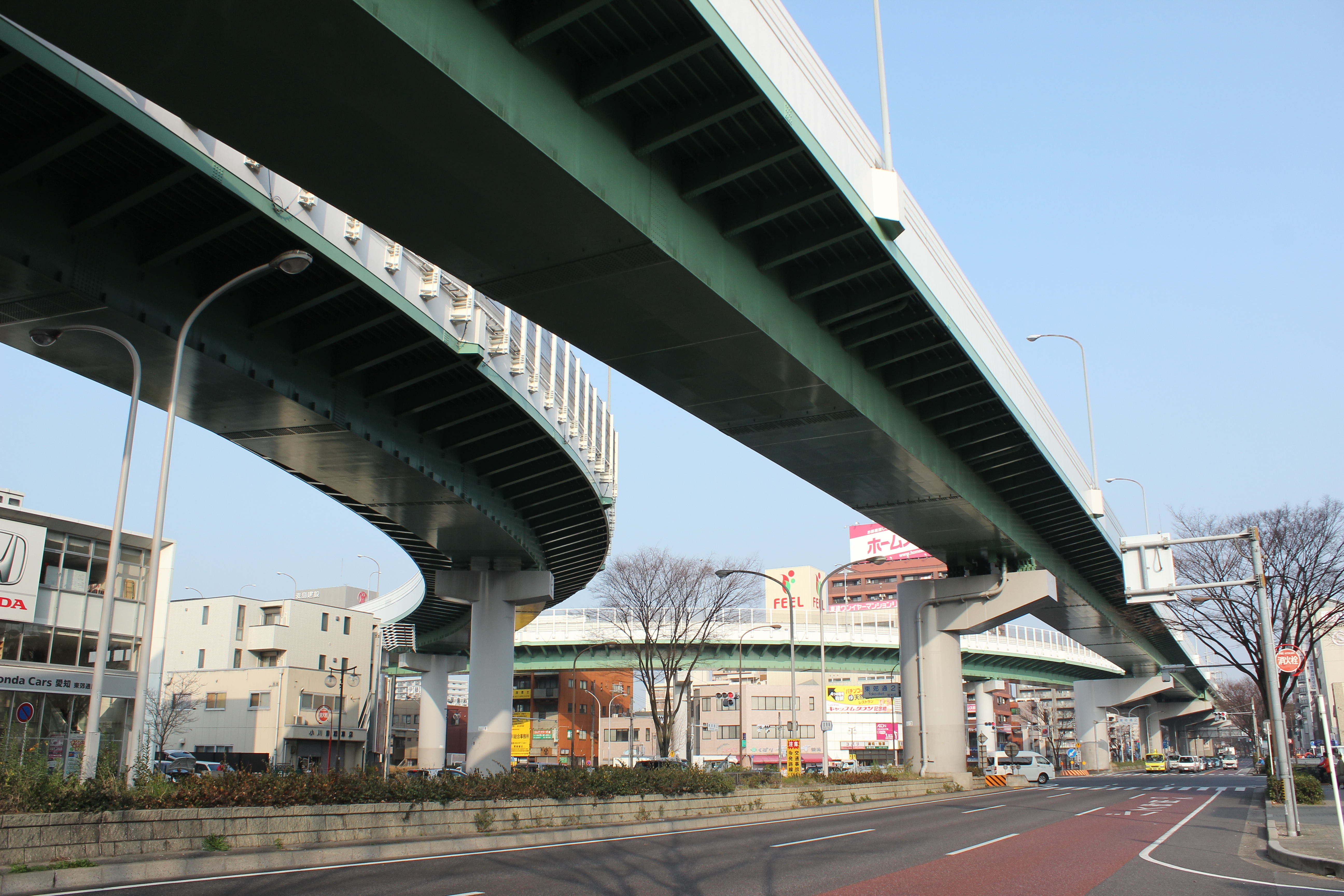
起点の鶴舞南JCT。下部の道路は名古屋市道堀田高岳線（空港線）。
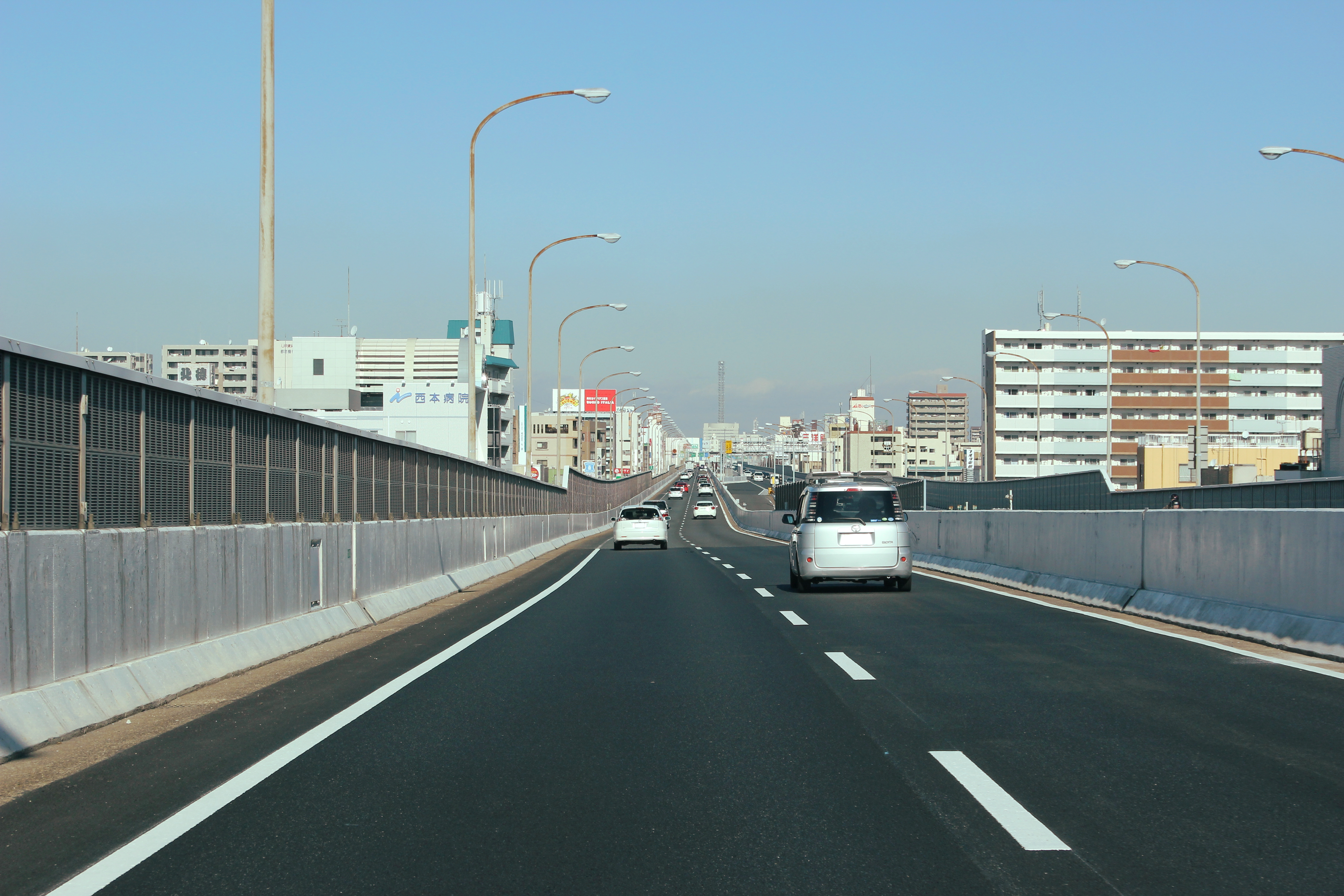
概ね直線区間が多勢。
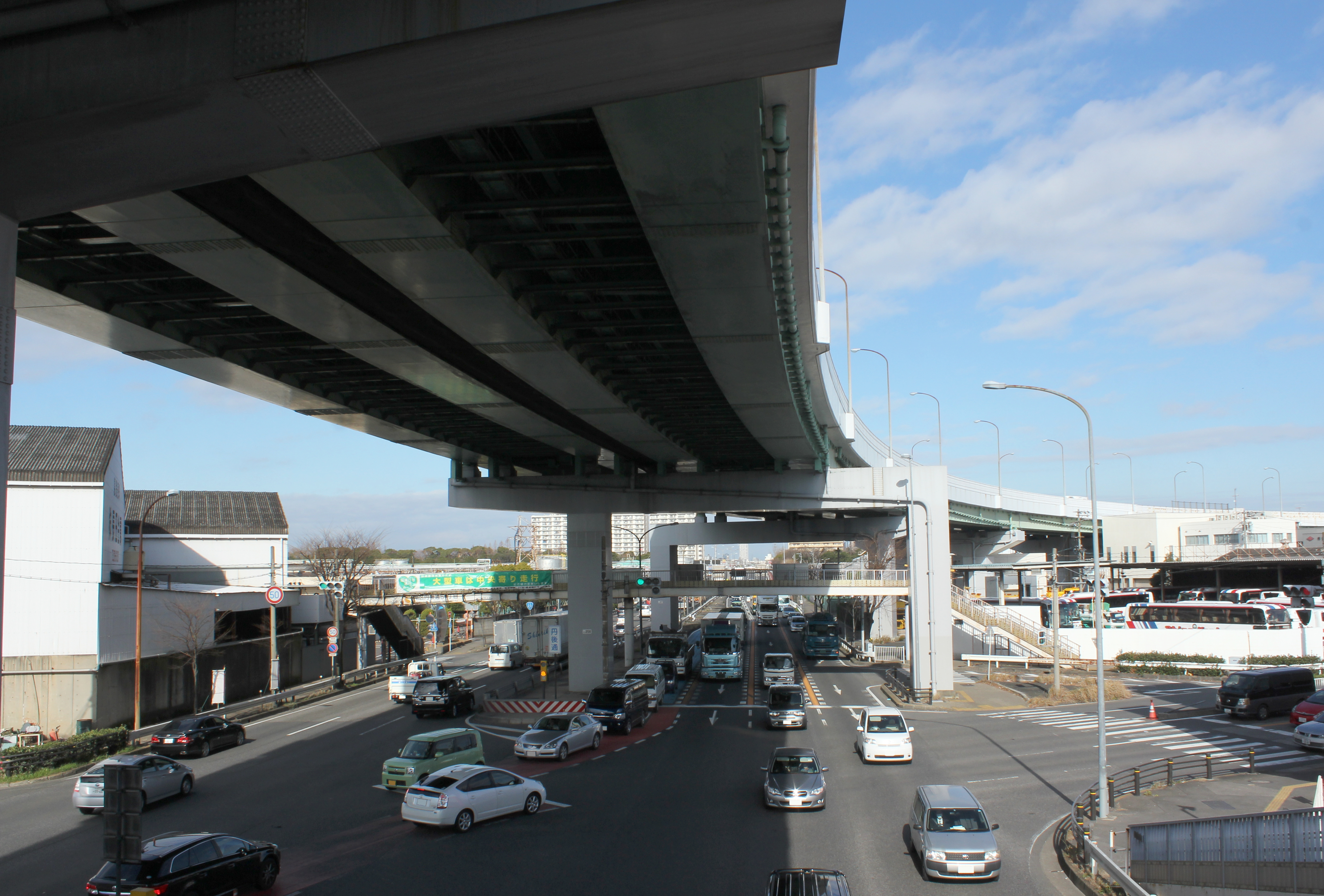
国道23号と愛知県道36号諸輪名古屋線が交差する丹後通交差点。大高線は大きくカーブする。
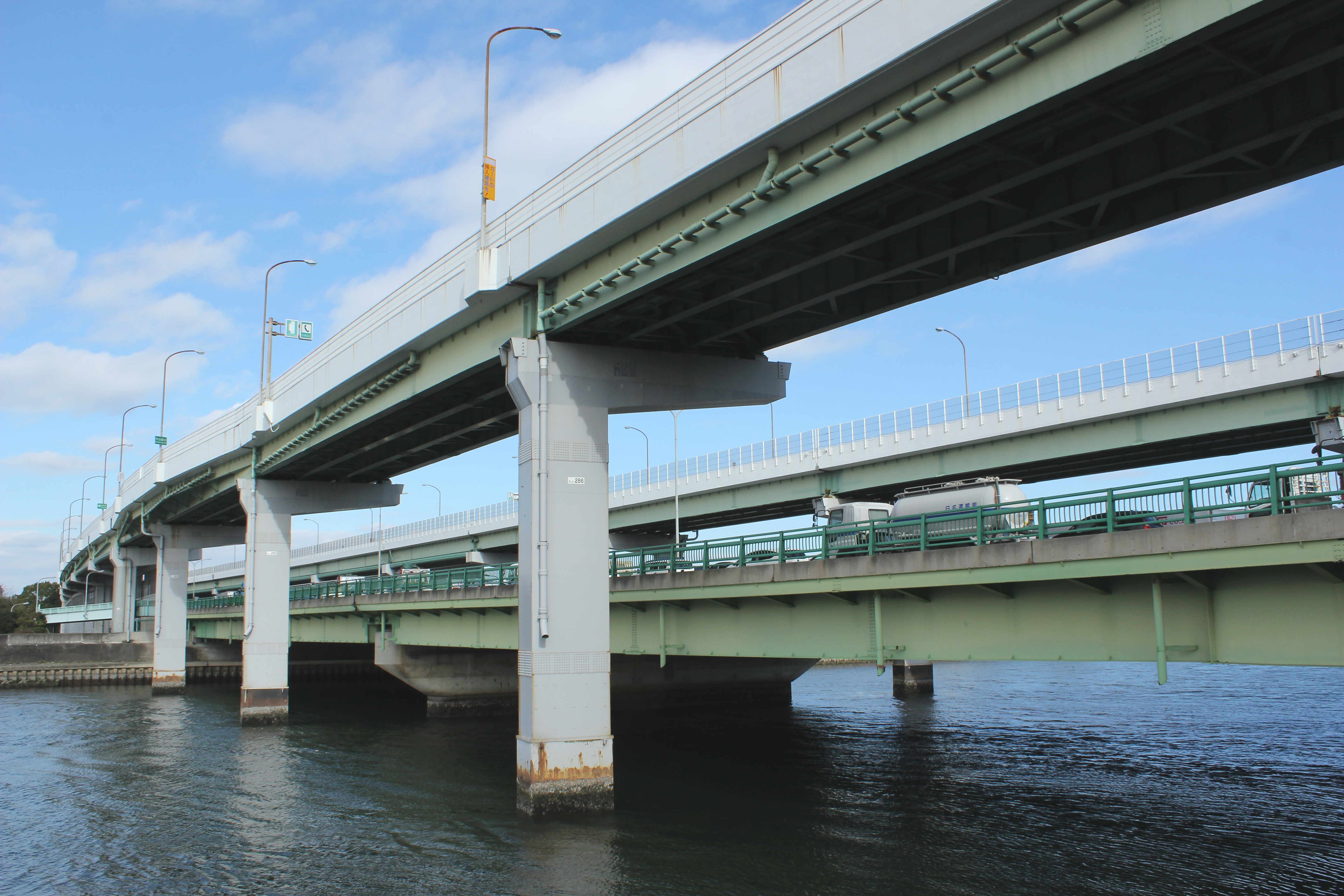
天白川に架かる区間では国道23号を挟んで上下線が分離する。
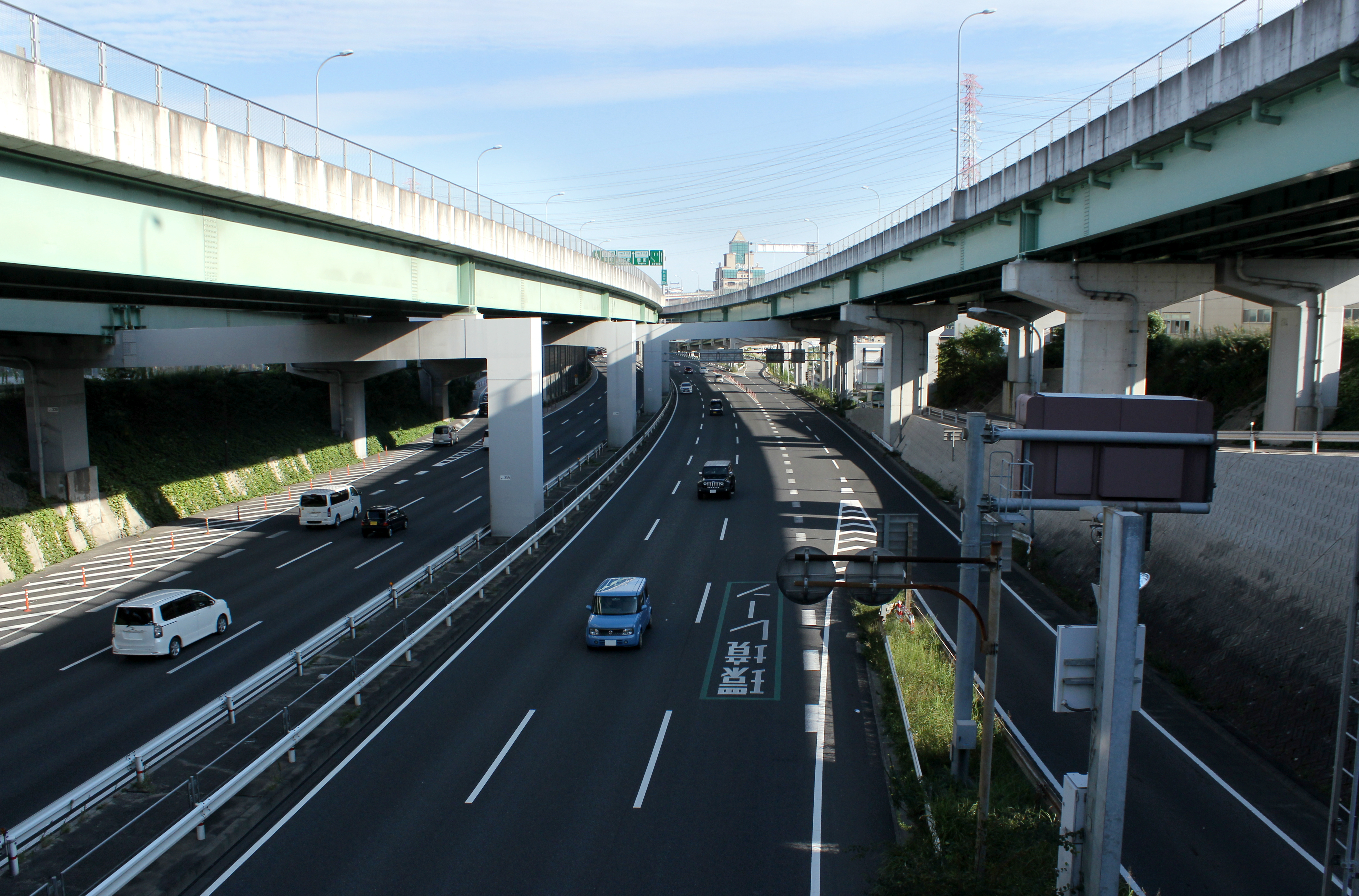
終点の名古屋南JCT付近。下部に国道23号（名四国道）が並走。

## 出入口など
- 直接接続の記載がないものは市道接続である。
- （間）は他の道路を介して接続している間接接続
- 英略字は以下の項目を示す。
JCT：ジャンクション、TB：本線料金所

| 出入口番号                                                               | 施設名      | 接続路線名                                                                                            | 起点から （km） | 備考                 | 所在地 |
| ------------------------------------------------------------------------ | ----------- | --- | --------------- | -------------------- | ------ |
| -                                                                        | 鶴舞南JCT   | 都心環状線                                                                                            | 0.0             |                      | 昭和区 |
| 311/301                                                                  | 高辻出入口  | 名古屋市道堀田高岳線（空港線） （間）愛知県道29号弥富名古屋線（八熊通）（入口のみ接続、出口接続なし） | 1.1             | 伊勢湾岸道方面出入口 | 昭和区 |
| 311/301                                                                  | 高辻出入口  | 名古屋市道堀田高岳線（空港線） （間）愛知県道29号弥富名古屋線（八熊通）（入口のみ接続、出口接続なし） | 1.1             | 伊勢湾岸道方面出入口 | 瑞穂区 |
| 312/302                                                                  | 堀田出入口  | 名古屋市道堀田高岳線（空港線） （間）山手グリーンロード（入口のみ接続、出口接続なし）                 | 2.8             | 都心環状方面出入口   |        |
| 313/303                                                                  | 呼続出入口  | 国道1号 （間）名古屋市道東海橋線（東海通）（入口のみ接続、出口接続なし）                              | 4.5             | 伊勢湾岸道方面出入口 |        |
| 313/303                                                                  | 呼続出入口  | 国道1号 （間）名古屋市道東海橋線（東海通）（入口のみ接続、出口接続なし）                              | 4.5             | 伊勢湾岸道方面出入口 | 南区   |
| 314/304                                                                  | 笠寺出入口  | 国道1号 （間）名古屋市道名古屋環状線（入口のみ接続、出口接続なし）                                    | 6.4             | 都心環状方面出入口   |        |
| -                                                                        | 星崎TB      | - | 7.9             | 都心環状方面         |        |
| 315                                                                      | 星崎入口    | （間）愛知県道36号諸輪名古屋線 （間） 国道23号（名四国道）                                            | 8.2             | 都心環状方面入口     |        |
| 318/308                                                                  | 大高出入口  | E87 知多半島道路 国道23号（名四国道）・豊明方面 （間）愛知県道23号東浦名古屋線                        | 12.0            | 都心環状方面出入口   | 緑区   |
| -                                                                        | 名古屋南JCT | E1A 伊勢湾岸自動車道 C2 名古屋第二環状自動車道                                                        | 12.1            |                      | 緑区   |
| E1A 伊勢湾岸自動車道 四日市・豊田方面 C2 名古屋第二環状自動車道 上社方面 |             | |                 |                      |        |

- 301-308 北行、311-318 南行

## 歴史

### 開通まで
1960年代における高度経済成長では産業の発展拡充が行われ、経済活動や消費水準も大幅に上昇した。しかし、その後追いの形で公害問題が顕在化し、当時の公害に対する行政、企業の認識の甘さもあって被害は深刻の度を増した。経済の発展段階でこそ産業振興を最優先とした姿勢も、1970年代を迎える頃には公害に対する市民の関心が全国的に展開されたが、それは拡張一辺倒だった自動車交通についても同様で、受け入れから抗議、反対へと市民の姿勢も転換されつつあった。名古屋の道路混雑が深刻化し、名古屋に都市高速を建設するための公社を設立、名古屋高速の整備計画が認可を受けた1970年（昭和45年）という年はちょうど、このような状況であった。
大高線の建設開始は1972年（昭和47年）1月のことで、1974年度には開通させる手筈だった。しかし、この状況下において沿線住民の抵抗が激しく、用地交渉に難渋を極めることになった。さらに、住民側の働きかけを受けて名古屋市議会は1973年（昭和48年）3月に都市高速道路関連予算の執行凍結を決議し、6月には本山名古屋市長（当時）の要請で工事が中止されるに至った。挙句は、このタイミングでオイルショックが到来し、諸物価の高騰を招いたことは必然的に建設資材の値段の上昇となって現れた。同年12月には予算執行凍結の解除に至ったが、工事の中止期間中もコスト上昇は続き、それはその後の工事再開、ないし新規着工区間における工事費用の高騰となって跳ね返ることになった。なお、工事中断区域については、地元との環境対策における折り合いがついたことで1974年（昭和49年）10月以降順次再開され、1977年（昭和52年）までに全ての工区で再開されたが、この時点で当初計画の供用開始年を大きく超過していた。そして迎えた1979年（昭和54年）7月、都心部の一歩手前の昭和区円上町（高辻）を当面の起点として大高線は暫定開通したが、時代に恵まれなかったこともあって用地取得から暫定供用に至るまでに約10年の歳月を要することとなった。

### 開通後
かつて首都高速や阪神高速が部分開業していた黎明期にあっては通行台数が少なく、計画を下回る内容であった。その後、供用区間が延長され、路線ネットワークが整備されるにつれて通行台数も増加傾向を示したが、3号大高線でもこれと同様のことが見受けられた。1979年（昭和54年）にあっては、大高線に限らず、名古屋高速全路線においても高辻出入口 - 大高出入口間10.9kmが営業する全ての路線で、都心にほど近い昭和区に接続とはいっても、供用区間の短さに加え、高速道路としてのネットワークを十分形成していなかったことで通行台数は目標を大きく下回った。当時の通行台数は1日に1万3千台で、「自分の車以外は前後を1台も走っていない」と言われるほどに少なく、開業25年目の大高線の通行台数8万台と比較するといかに伸び悩んでいたかが理解される。これが当時、高速道路建設反対派住民に対し格好の批判材料として利用された。その後、1985年（昭和60年）の東新町入口と東別院出口までの延伸によって利用台数が増加に転じ、以後も新規路線開業および都心環状線のネットワーク完成に伴って急激な伸びを示した。このことは、高速道路の特徴として、一定の高速道路網を形成して初めてその真価を発揮することを如実に示し、また、高速道路の建設が長期的視野に立脚することを示す一例ともなった。
大高線の交通量は路線ネットワークの拡張と共に増加の一途を辿り、時間帯と場所によっては渋滞も散見されるようになった。こうした中で追い打ちをかけたのが2003年（平成15年）の名古屋南JCTへの延伸による伊勢湾岸自動車道との接続と、2004年（平成16年）の豊田JCTにおける伊勢湾岸自動車道と東名高速の連結による静岡方面からの流入交通による通行量の増加、そして2005年（平成17年）の中部国際空港開港によるアクセス交通の流入に至っては容量の限界に達したとされる。こうした事態をあらかじめ予測した公社は事前の対策として、星崎料金所のブース増設と都心環状線の山王JCTの3車線への拡幅を段階的に施工した。また、山王JCTの渋滞緩和を目的として、2号東山線の吹上東出入口を活用したETC迂回乗り継ぎ制度導入も併せて行われた（詳細は名古屋高速2号東山線#迂回乗り継ぎ制度を参照）。
こうした対策によって渋滞緩和に幾分寄与したがそれでも名古屋高速全路線における渋滞ポイントの5割が大高線における渋滞となっていた。しかし、2011年（平成23年）に南北交通のバイパス路線である名二環高針JCT - 名古屋南JCT間、および大高線と並行する4号東海線の開通によって交通が分散したことで渋滞も大幅に緩和された。

### 年表
- 1971年（昭和49年）1月16日 : 2号大高線の都市計画事業認可[30]。
- 1972年（昭和47年）1月11日 : 大高線の本体工事に着手[31]。
- 1973年（昭和48年）
  - 3月17日 : 社会党の名古屋市議団は三条件八項目が守られていないとして新年度高速道路関係予算の凍結を決定[注釈 1][32]（ただし1972年度の予算執行は認められているため、その分の工事は続行とされた[33]）。22日の名古屋市議会本会議で予算案凍結が可決[34]。
  - 6月28日 : 瑞穂区堀田の建設現場で本山市長、公社理事長出席の地元説明会を開催。この場で市長は理事長に工事の一時中止を要請[35]。以後、大高線の建設が一部を除いて中止される[36][注釈 2]。
  - 12月26日 : 名古屋市議会にて市長が要請した昭和48年度都市高速道路関連予算凍結解除の要請を了承[37]。
- 1974年（昭和49年）
  - 9月12日 : 市議会環境部会で本山市長が都市高速の建設続行を表明[38]。
  - 10月 : 呼続付近で工事再開[39][10]。
- 1979年（昭和54年）7月25日 : 高辻出入口 - 大高出入口（名四国道連絡）間開通[40]、知多半島道路に接続。
- 1982年（昭和57年）3月28日 : 栄 - 星崎間に基幹バスが運行開始[41]。
- 1985年（昭和60年）5月7日 : 鶴舞南JCT - 高辻出入口間開通、鶴舞南JCTで都心環状線と接続[2]。
- 1989年（平成元年）
  - 3月29日 : 堀田出口供用開始[2]。
  - 6月16日 : 堀田入口供用開始[2]。
- 1995年（平成7年）9月19日 : 都心環状線全線開業に伴い路線番号と呼称を「2号大高線」から「3号大高線」に改称[42]。
- 1996年（平成8年）10月14日 : 大高出口供用開始[40]。
- 1997年（平成9年）3月27日 : 大高入口供用開始[40]。
- 2003年（平成15年）3月23日 : 大高出入口 - 名古屋南JCT（伊勢湾岸自動車道と直結）間開通により、全線開通[2]。
- 2004年（平成16年）12月1日 : 星崎料金所レーン拡幅[43]。
- 2007年（平成19年）8月6日 : 山王カーブ（山王JCT）の拡幅が完成[44]。
- 2011年（平成23年）3月20日 : 名古屋南JCTで名古屋第二環状自動車道（名二環）に接続[2]。

## 路線状況

### 交通量
24時間交通量（台）　道路交通センサス
| 区間                     | 平成17（2005）年度 | 平成22（2010）年度 | 平成27（2015）年度 |
| ------------------------ | ------------------ | ------------------ | ------------------ |
| 鶴舞南JCT - 高辻出入口   | 95,572             | 89,742             | 78,564             |
| 高辻出入口 - 堀田出入口  | 95,572             | 89,742             | 78,564             |
| 堀田出入口 - 呼続出入口  | 95,572             | 89,742             | 78,564             |
| 呼続出入口 - 笠寺出入口  | 95,572             | 89,742             | 78,564             |
| 笠寺出入口 - 星崎入口    | 95,572             | 89,742             | 78,564             |
| 星崎入口 - 大高出入口    | 72,805             | 67,913             | 61,436             |
| 大高出入口 - 名古屋南JCT | 72,805             | 67,913             | 61,436             |

（出典：「平成22年度道路交通センサス」・「平成27年度全国道路・街路交通情勢調査」（国土交通省ホームページ）より一部データを抜粋して作成）
- 令和2年度に実施予定だった交通量調査は、新型コロナウイルスの影響で延期された[45]。

### 道路情報ラジオ
- 大高（大高-笠寺　都心環状方面のみ）[46]

## 特記事項

### 環境・景観対策
| 大高線（画像左）と万場線（画像右）の防音壁。初期のタイプは全面防音パネルで日照遮断の課題が残ったが、後年建設された他路線では透光性パネルを使用して日照に配慮した。 |  | 大高線（画像左）と万場線（画像右）の防音壁。初期のタイプは全面防音パネルで日照遮断の課題が残ったが、後年建設された他路線では透光性パネルを使用して日照に配慮した。 |
| 大高線（画像左）と万場線（画像右）の防音壁。初期のタイプは全面防音パネルで日照遮断の課題が残ったが、後年建設された他路線では透光性パネルを使用して日照に配慮した。 |  | |

当該路線の南方部分はトラックなど重交通の往来が激しい国道23号に建設された。高速道路建設前でも騒音や排気ガスに悩まされていた沿線住民は、大高線の建設によってさらなる公害が増長されるとして激しい建設反対運動を展開した。このため工事開始の条件として住民要望が出され、その内の1つが環境施設帯を設置することであった。これは騒音を生活区域まで届かせないために、国道と住宅街の間に概ね20 mの緩衝ゾーンを設け、ここに遮音壁、植樹帯、生活道路を設けることで公害を遮断するものである。また、別地域の要望として、高架下の緑化が挙げられ、このため中央分離帯を植樹帯として沿道地域と高速道路との調和を図った。なお、高架下ということで、日照、雨水等、植物の生育条件としては劣悪であることから、それらの条件下でも生育する陰性植物（ヤマモモ、ネズミモチ、サザンカなど）を植樹した。これらの中・高木による緑化はドライバーには好感をもって迎え入れられたが、沿線住民からは地域の分断間が生じた、暗くなった、などのネガティブな評価が出され、この反省に立って以後の植栽は地被植物を主体とした。
上述の植樹帯のほか、南区内の高架下に公園を設けた。いずれも硬い、冷たいという高架下のイメージを払拭し、住民対応に配慮した結果である。
大高線は名古屋高速として初めて建設された路線であって、環境対策については実績がないことから首都高速や阪神高速を範とした。防音壁の構造もそれに倣ったものとされ、場所によっては2mの高さで設置したが、結果的に防音壁で囲まれ、景観面および日照が遮断され沿線住民に不利益になるなど課題の残る結果となった。これ以降は他路線において、従来式防音パネルを多用するも透光性パネルを組み合わせるなどして景観、日照に配慮した構造に変更されている。

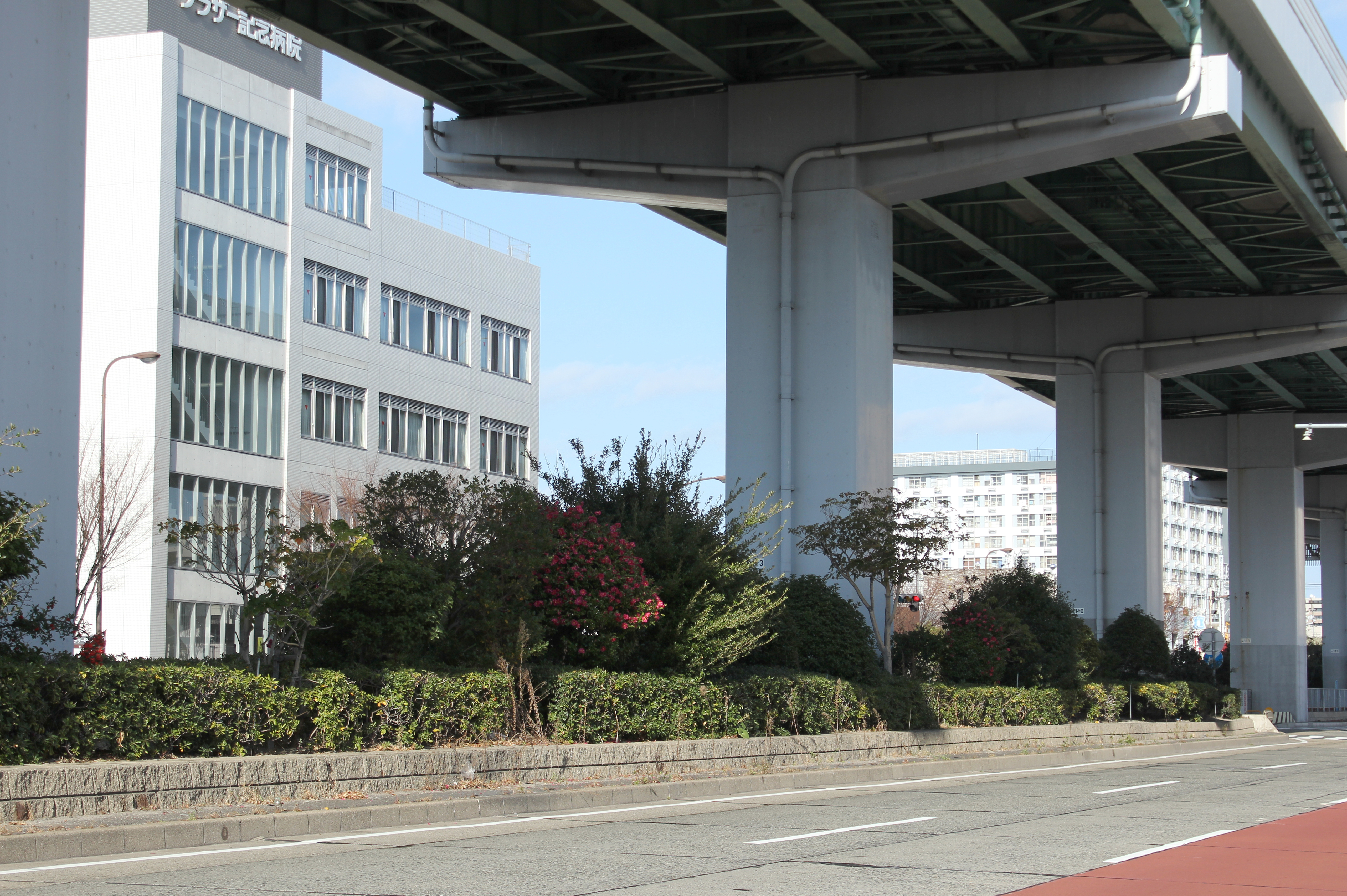
高架下の植樹帯
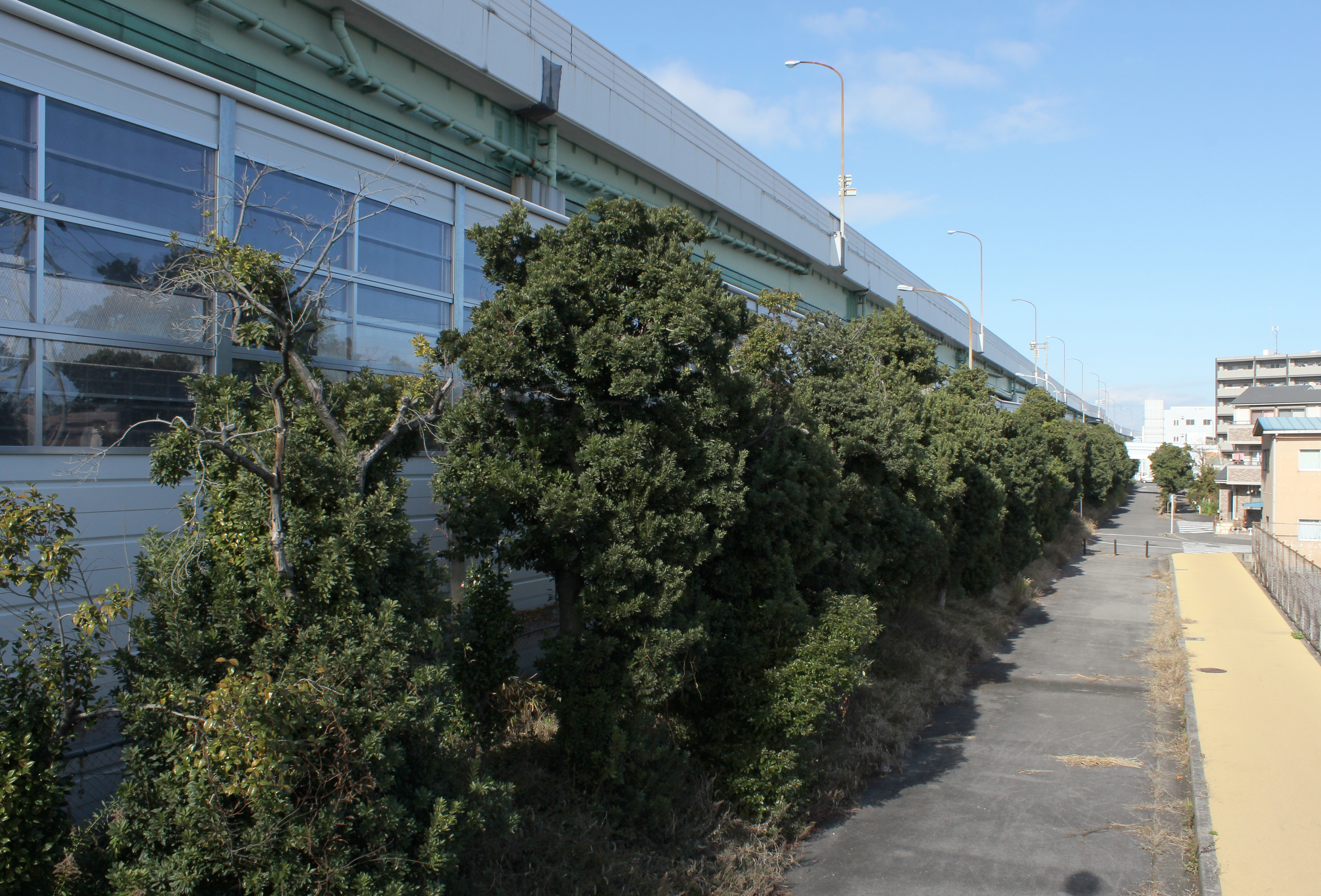
南区エリアの環境施設帯
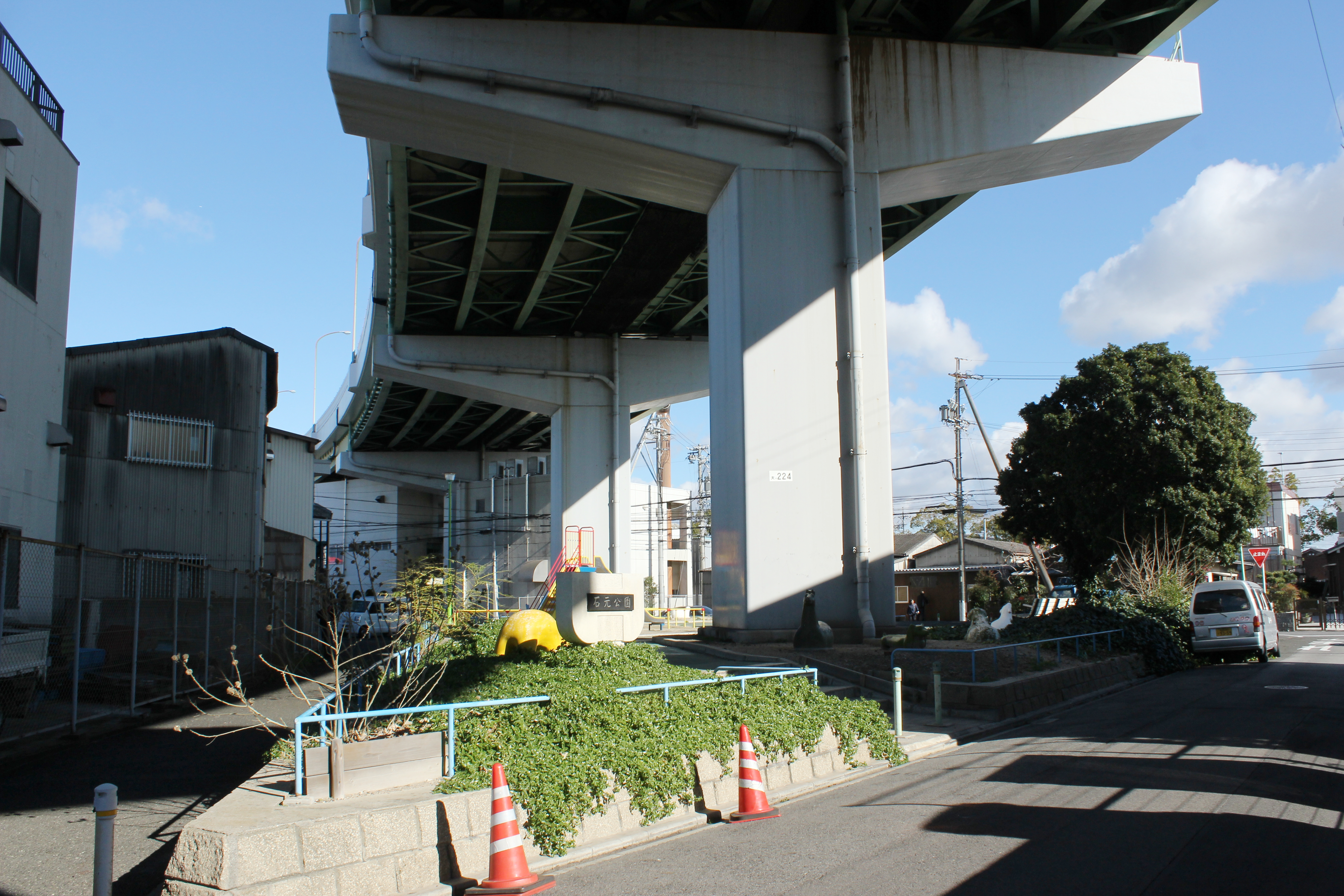
高架下に設置された公園

### バスレーンと高速1号系統
大高線建設によって交通容量が増大することから、直下の既設道路の車線数を減らすことを要望していた沿線住民の求めに応じ、歩道側1車線を基幹バスの専用レーンとして車線数減の要望に代えてこれを設置した。運行開始は1982年（昭和57年）3月28日である。
大高線では名古屋市営バスの一般路線バスを運行していたが、2022(令和4年)年4月2日のダイヤ改正をもって廃止している。これは公社の要請によって名古屋市交通局が設定していたもので、都心と郊外を連絡する名目で栄（名古屋市中区）と森の里団地（名古屋市緑区）間で運行していた（名古屋市営バス鳴尾営業所#高速1号系統及び名古屋市営バス#高速バスも参照）。この内、高辻出入口 - 大高出入口間で大高線を走行していた。

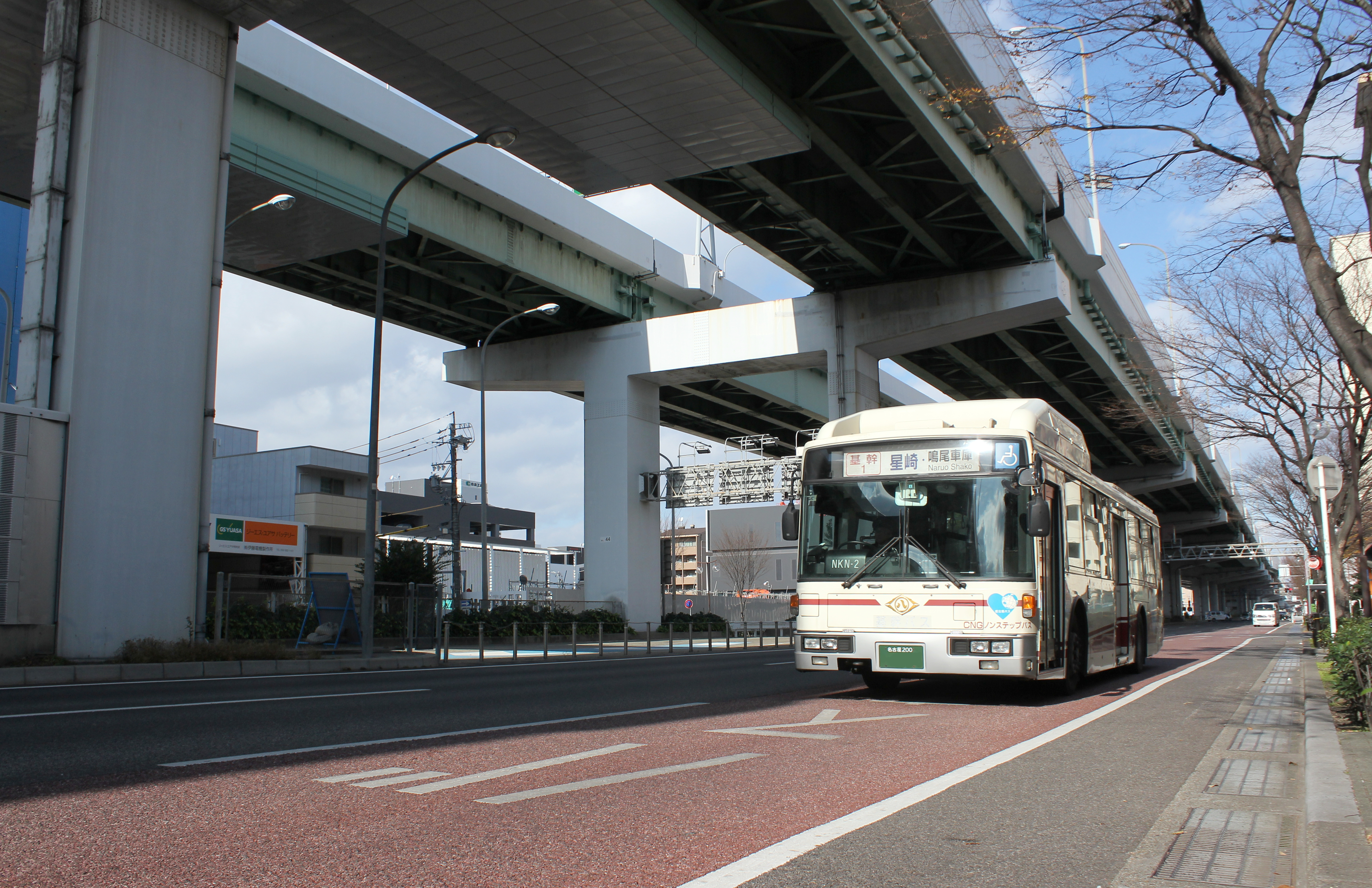
設定されたバスレーンと基幹バス
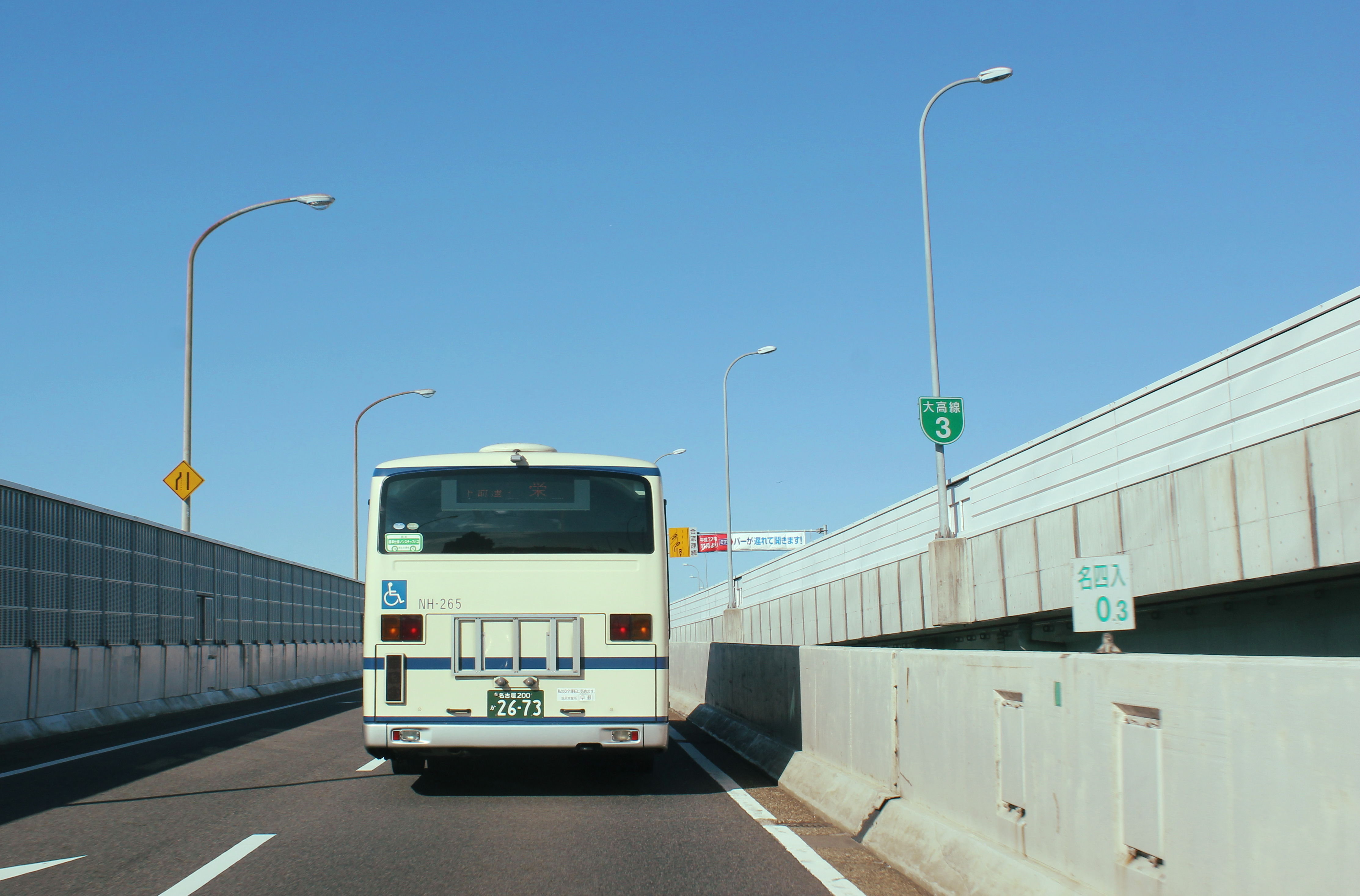
大高線を走行する市バス高速1号系統（大高オンランプ）

## 地理

### 通過する自治体
- 名古屋市
  - 昭和区 - 瑞穂区 - 南区 - 緑区

### 接続する高速道路
- 名古屋高速都心環状線（鶴舞南JCTで接続）
- E87 知多半島道路（大高ICで接続）
- C2 名古屋第二環状自動車道（名古屋南JCTで接続）
- E1A 伊勢湾岸自動車道（名古屋南JCTで接続）